# Fore!
Fore! är ett musikalbum av Huey Lewis and the News som gavs ut 1986 på skivbolaget Chrysalis Records. Albumet var gruppens fjärde och kom liksom föregångaren Sports att bli mycket populärt. Det toppade amerikanska Billboardlistan och två amerikanska singelettor, "Jacob's Ladder" och "Stuck With You" ingår på albumet. Även "Hip to Be Square" och "Doing It All for My Baby" gick bra som singlar. De europeiska och japanska versionerna av albumet innehöll även låten "The Power of Love" från filmen Tillbaka till framtiden.

## Låtlista
(upphovsman inom parentes)
1. "Jacob's Ladder" (Bruce Hornsby, John Hornsby) – 3:33
2. "Stuck with You" (Chris Hayes, Huey Lewis) – 4:29
3. "Whole Lotta Lovin'" (Johnny Colla, Lewis) – 3:30
4. "Doing It All for My Baby" (Phil Cody, Mike Duke) – 3:39
5. "Hip to Be Square" (Bill Gibson, Sean Hopper, Lewis) – 4:05
6. "I Know What I Like" (Hayes, Lewis) – 3:59
7. "I Never Walk Alone" (Reed Nielsen) – 3:44
8. "Forest for the Trees" (Jerome Fletcher, Gibson, Lewis) – 3:28
9. "Naturally" (Colla, Lewis) – 2:52
10. "Simple as That" (Stephen "Doc" Kupka, Emilio Castillo, Frank Biner) – 4:27

## Listplaceringar
- Billboard 200, USA: #1[1]
- UK Albums Chart, Storbritannien: #8[2]
- RPM, Kanada: #1[3]
- Nya Zeeland: #1[4]
- Nederländerna: #33[5]
- Österrike: #22[6]
- VG-lista, Norge: #6[7]
- Topplistan, Sverige: #7[8]